# After Hours (film)
After Hours is een Amerikaanse film uit 1985 van regisseur Martin Scorsese. De hoofdrol wordt vertolkt door Griffin Dunne. Scorsese won voor deze film de prijs voor Beste Regisseur op het filmfestival van Cannes.

## Verhaal
Paul Hackett leidt een saai leven. Na een dag werken ontmoet hij Marcy. Zij vertelt hem over haar huisgenote Kiki, een kunstenares. Hackett besluit Kiki in de loop van de avond op te bellen, om zo dichter in de buurt van Marcy te raken.
Maar dan begint voor Paul een ellendige avond waarin niets is wat het lijkt. Hij gaat naar het adres van Marcy en Kiki. Zij wonen in SoHo, Manhattan. Onderweg waait zijn bankbiljet van $20 Paul uit het raam. Hij houdt slechts 97 cent over, net te weinig voor de metro terug naar huis. Door Marcys terughoudendheid en een boek over gruwelijke littekens van verbranding denkt Paul dat Marcy die ook heeft, en vertrekt daarom.
Toevallig belandt Paul in een bar waar Julie, een naïeve serveerster, probeert om hem te versieren. Gelukkig kan hij rekenen op de hulp van de barman, Tom, die hem geld wil lenen. Die krijgt zijn kassa echter niet open. De sleutels daarvan liggen in het appartement van de barman. Paul leent de sleutels van het appartement, en geeft als borg zijn huissleutels af aan Tom. Hij gaat eerst nog langs Kiki en Marcy, waar blijkt dat Marcy zelfmoord heeft gepleegd. Hij vreest dat ze dit heeft gedaan wegens de mislukte avond met hem. Verder ziet hij dat haar lichaam geen littekens van verbranding heeft.
Paul gaat terug naar Tom, waar blijkt dat Marcy Toms vriendin was. Bovendien zit de rest van de buurt achter Paul aan omdat ze denken dat hij een inbreker is. Zonder huissleutels en zonder geld kan Paul nergens heen en dus zoekt hij dekking in een bizarre nachtclub zonder klanten.
Enkel een oudere dame met de naam June zit in de nachtclub. Paul raapt al z'n moed bij elkaar en begint met de dame te praten. Wanneer de buurtbewoners de nachtclub binnenstormen, geeft June hem een plaats om te verstoppen. Paul zit nu gevangen in een groot kunstwerk dat ironisch genoeg gestolen wordt door de echte inbrekers.
Paul weet niet wat hem overkomt en valt bij een scherpe bocht uit de wagen van de inbrekers. Door de val breekt het kunstwerk en is Paul bevrijd. Wanneer hij opstaat, merkt hij dat hij voor de poort van zijn kantoor beland is.

## Rolverdeling
| Acteur           | Personage           |
| ---------------- | ------------------- |
| Griffin Dunne    | Paul Hackett        |
| Rosanna Arquette | Marcy Franklin      |
| Verna Bloom      | June                |
| Teri Garr        | Julie               |
| John Heard       | Thomas "Tom" Schorr |
| Linda Fiorentino | Kiki Bridges        |
| Richard Marin    | Neil                |
| Tommy Chong      | Pepe                |
| Bronson Pinchot  | Lloyd               |

## Productie
Het scenario werd geschreven door Joseph Minion, een student aan de filmschool. Zijn verhaal werd opgevangen door Griffin Dunne, die op dat moment een werkloze acteur was, en producer/actrice Amy Robinson. Zij besloten het scenario te verfilmen en gingen op zoek naar een regisseur. In eerste instantie dachten ze aan Martin Scorsese, maar die was te druk bezig met de film The Last Temptation of Christ. Daarom trokken Dunne en Robinson naar Tim Burton, die erg geïnteresseerd was in het project.
Op het nippertje liet Scorsese weten dat The Last Temptation of Christ niet doorging en dat hij dus wel tijd had om After Hours te verfilmen. Dunne en Robinson belden naar Burton, die meteen liet merken dat hij het niet erg vond. Scorsese beschreef het filmproject achteraf als een noodzakelijke ervaring. Door opnieuw te werken met een kleine crew (zoals in zijn beginjaren) kreeg hij zijn oude liefde voor film terug.

## Trivia
- Producer Griffin Dunne speelt zelf de hoofdrol.
- Producer Amy Robinson speelde in 1973 mee in de film Mean Streets van Martin Scorsese.
- Heel de film werd 's nachts opgenomen, ook de scènes die zich binnen afspelen.
- Howard Shore, die de filmmuziek componeerde, baseerde zich voor deze film op de stijl van Bernard Herrmann.
- Cheech & Chong spelen de twee echte inbrekers.
- De film ging in première op vrijdag de dertiende.
- De eerste film van Martin Scorsese sinds 1974 (11 jaar) zonder Robert De Niro als acteur.
- Film wordt vertoond op het Martini Moors 1985 themed filmfestival in Vroenhoven.

Hier won de film overtuigend de publieksprijs in de categorie beste film van 1985.